# Муравлёв (хутор)
Муравлёв — хутор в Каменском районе Ростовской области.
Входит в состав Калитвенского сельского поселения.

## Население
| 2010 |
| ---- |
| 81   |

## Улицы
На хуторе имеется одна улица: Зеленая.

## Известные уроженцы
- Фесин, Иван Иванович (1904—1991) — советский военачальник, генерал-майор, дважды Герой Советского Союза.